# Gornja Garešnica
Gornja Garešnica es una localidad de Croacia en el municipio de Berek, condado de Bjelovar-Bilogora.

## Geografía
Se encuentra a una altitud de 142 m s. n. m. a 86 km de la capital nacional, Zagreb.

## Demografía
En el censo 2011, el total de población de la localidad fue de 157 habitantes.
| Gráfica de población de Gornja Garešnica 1857-2011                  |
|                                                                     |
| Según los censos de población de la oficina estadística de Croacia. |